# Gambaga
Gambaga es la capital del distrito oriental de Mamprusi en la región Septentrional de Ghana. Antaño residencia de los reyes mamprusi, sigue siendo la capital del distrito oriental de Mamprusi, un municipio de la región septentrional.
Desde 1901 hasta 1957, Gambaga fue la capital de los Gobierno británico del norte de la Costa de Oro, que era un protectorado británico y una jurisdicción separada de la Costa de Oro.
Junto con otros lugares de Ghana, es el emplazamiento de un campamento para supuestas brujas. Un documental de 2011 dirigido por Yaba Badoe se titula The Witches of Gambaga (2010).